# Grace Evelyn Pickford
Grace Evelyn Pickford (Bournemouth, 24 marzo 1902 – 20 gennaio 1986) è stata una biologa endocrinologa britannica naturalizzata statunitense nota per "l'ideazione di strumenti e tecniche ingegnose" e per il suo lavoro sull'ematologia e l'endocrinologia dei pesci..

## Biografia
Pickford, nata a Bournemouth, Inghilterra, nel 1902, frequentò il Newnham College dell'Università di Cambridge, dove fu membro fondatore del Cambridge University Biological Tea Club, completando il percorso di studi con un National Sciences Tripos, Pt.I, l'equivalente di un Bachelor of Arts in quanto all'epoca l'Università di Cambridge non concedeva il B.A. alle donne.
Conseguito il diploma decise di trasferirsi in Unione Sudafricana, l'attuale Sudafrica, all'epoca ancora colonia britannica, raccogliendo e studiando la fauna locale di Oligocheti terrestri. Iscrittasi all'Università Yale, nel 1931 conseguì il dottorato di ricerca (PhD) sotto la guida di Alexander Petrunkevitch, basandosi sugli studi delle sue collezioni di vermi oligocheti sudafricani.
Pickford è entrata a far parte del Bingham Oceanographic Laboratory di Yale nel 1931, dove ha lavorato per i successivi quarant'anni. Nello stesso anno sposa il collega biologo George Evelyn Hutchinson, conosciuto a Cambridge, tuttavia dopo solo due anni la coppia decise di divorziare.
Ha insegnato a livello di assistente dal 1934 al 1959, quando è stata promossa a professore associato, e infine è stata nominata professore ordinario di biologia a Yale nel 1969, andando in pensione poco più tardi, nel 1970. Pickford ha insegnato anche presso il college femminile Albert Magnus, assunta da Marcella Boveri.
Durante quel periodo ha partecipato a diverse spedizioni di ricerca, tra cui la danese Galathea del 1951, conducendo ricerche su un'ampia varietà di organismi.
Nonostante l'attività in campo naturalistico Pickford è forse più nota per il suo lavoro fondamentale nel campo dell'endocrinologia comparata. Ha condotto studi approfonditi sull'ormone ipofisario prolattina, scoprendo che nei pesci dell'ordine Cyprinodontiformes la prolattina è necessaria per mantenere l'equilibrio osmotico in acqua dolce; questo lavoro è stato alla base della maggior parte delle ricerche sulla prolattina nei vertebrati. La monografia di Pickford del 1957 sull'argomento, The Physiology of the Pituitary Gland of Fishes (La fisiologia dell'ipofisi dei pesci), è "considerata un classico precoce e ancora enormemente utile" nel campo dell'endocrinologia comparata, la "bibbia per gli scienziati sull'endocrinologia dei vertebrati inferiori". Nel corso di questo lavoro Pickford sviluppò una serie di importanti tecniche ancora oggi utilizzate negli studi endocrini.
Allo stesso modo, dimostrò che i pesci del genere Latimeria, così come gli squali, usa l'urea per regolare la pressione osmotica del sangue.. Durante la spedizione Galatea del 1951 nell'ecozona indomalese, completò lo studio del Vampyroteuthis, un cefalopode delle profondità marine che assomiglia sia a un polpo che a un calamaro, sviluppando tecnologie "ingegnose" per gestire i problemi tecnici dello studio nelle profondità marine. La sua grande collezione di coleotteri acquatici è oggi conservata al Peabody Museum of Natural History di Yale.

## Opere
Di seguito alcuni dei suoi più significanti lavori.
- GE Pickford and JW Atz, The Physiology of the Pituitary Gland of Fishes (New York Zoological Society 1957)
- FH Epstein, AI Katz, GE Pickford, Sodium-and potassium-activated adenosine triphosphatase of gills: role in adaptation of teleosts to salt water, Science, 1967
- GE Pickford, JG Phillip, Prolactin, a factor in promoting survival of hypophysectomized killifish in fresh water, Science (1959)
- Grace E. Pickford, A Monograph of the Acanthodriline Earthworms of South Africa, Cambridge, England: Heffner and Sons, 1937. (Pickford's dissertation.)
- Grace E. Pickford,  Studies on the Digestive Enzymes of Spiders. New Haven, Conn.: Connecticut Academy of Arts and Sciences, 1942.
- Pickford and Bayard H. McConnaughey. The Octopus bimaculatus Problem: A Study in Sibling Species. New Haven, Conn.: Peabody Museum of Natural History, 1949.

| Pickford è l'abbreviazione standard utilizzata per le piante descritte da Grace Evelyn Pickford. Consulta l'elenco delle piante assegnate a questo autore dall'IPNI. |

| {{{1}}}Wikidata P835 è l'abbreviazione standard utilizzata per le specie animali descritte da Grace Evelyn Pickford. Categoria:Taxa classificati da Grace Evelyn Pickford |

## Riconoscimenti
- Distinguished Scientist in Residence, Hiram College[1]
- Wilbur Cross Medal (Yale), 1981[1]
- Grace Pickford Medal Lecture.[8]